# Prinzenstraße (métro de Berlin)
Prinzenstraße est une station des lignes 1 et 3 du métro de Berlin, située dans le quartier de Kreuzberg.

## Situation
La station est située entre Hallesches Tor à l'ouest, en direction de Uhlandstraße (ligne 1) ou Krumme Lanke (ligne 3) et Kottbusser Tor à l'est, en direction de Warschauer Straße.
La station aérienne est située au-dessus de la Gitschiner Straße, au niveau de la Prinzenstraße, près du Landwehrkanal.

## Historique
Prinzenstraße est l'une des premières stations mises en service le 18 février 1902, avec la première ligne de métro, le Stammstrecke, entre Stralauer Tor et Zoologischer Garten.
Enfin, à partir du 7 mai 2018, la ligne 3 dessert également la station en effectuant le même parcours que la ligne 1 entre Wittenbergplatz et Warschauer Straße.

## Service des voyageurs

### Accueil
La station possède deux accès dont un équipé d'un ascenseur.

### Intermodalité
La station est en correspondance avec la ligne d'autobus no 140 de la 
BVG.

## Galerie de photographies

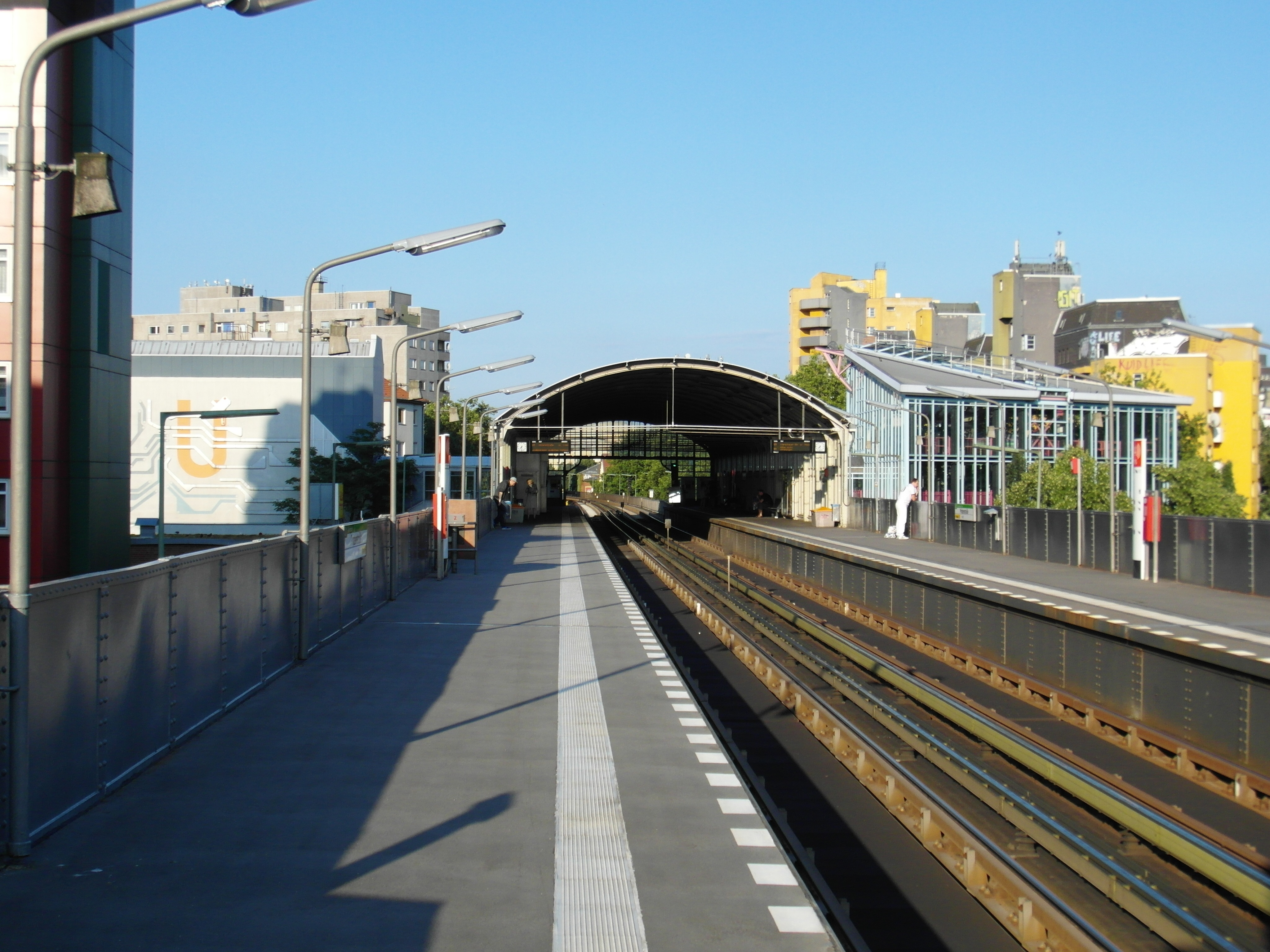
Les quais latéraux
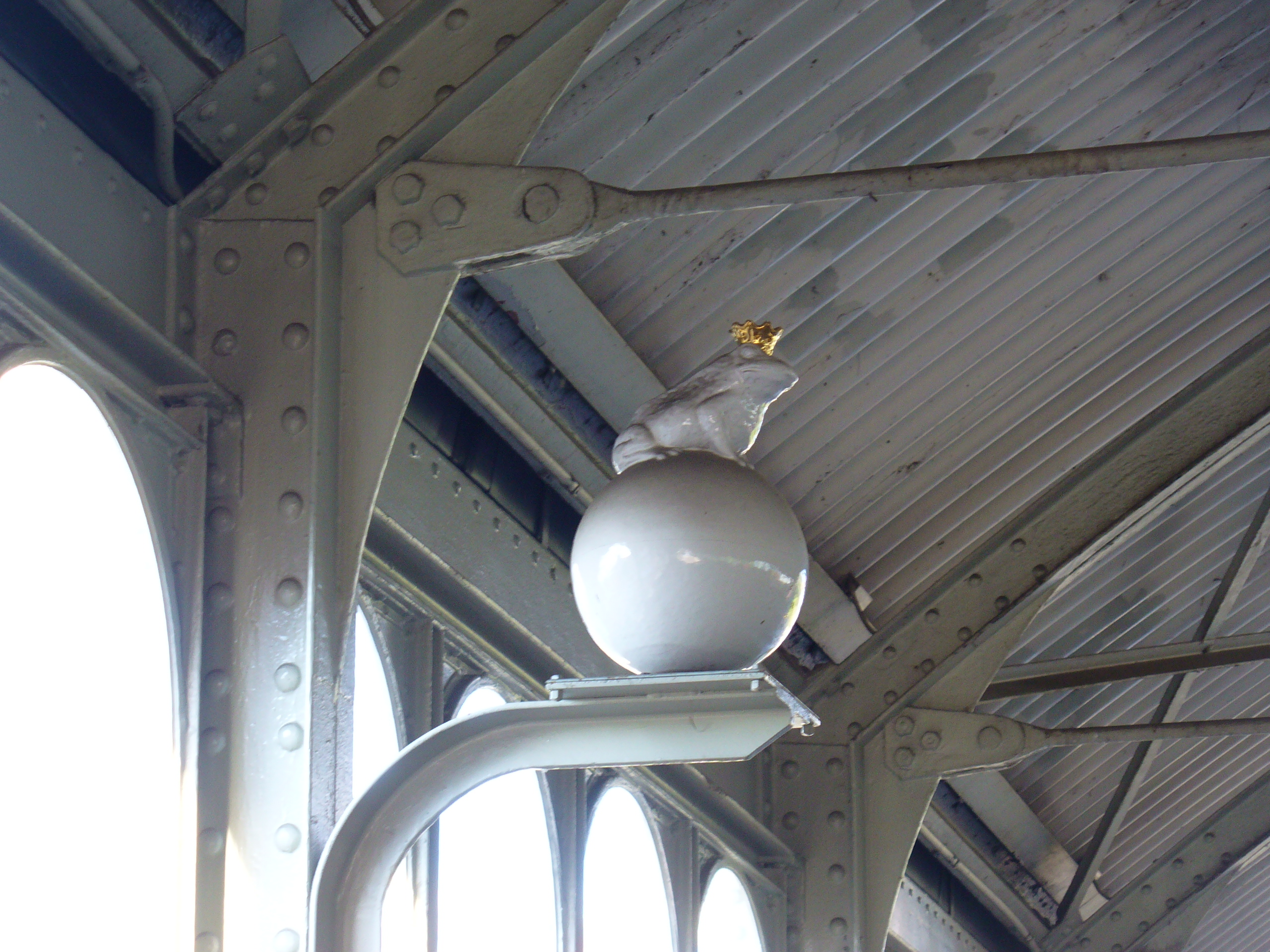
La grenouille qui se change en prince, au début du quai nord
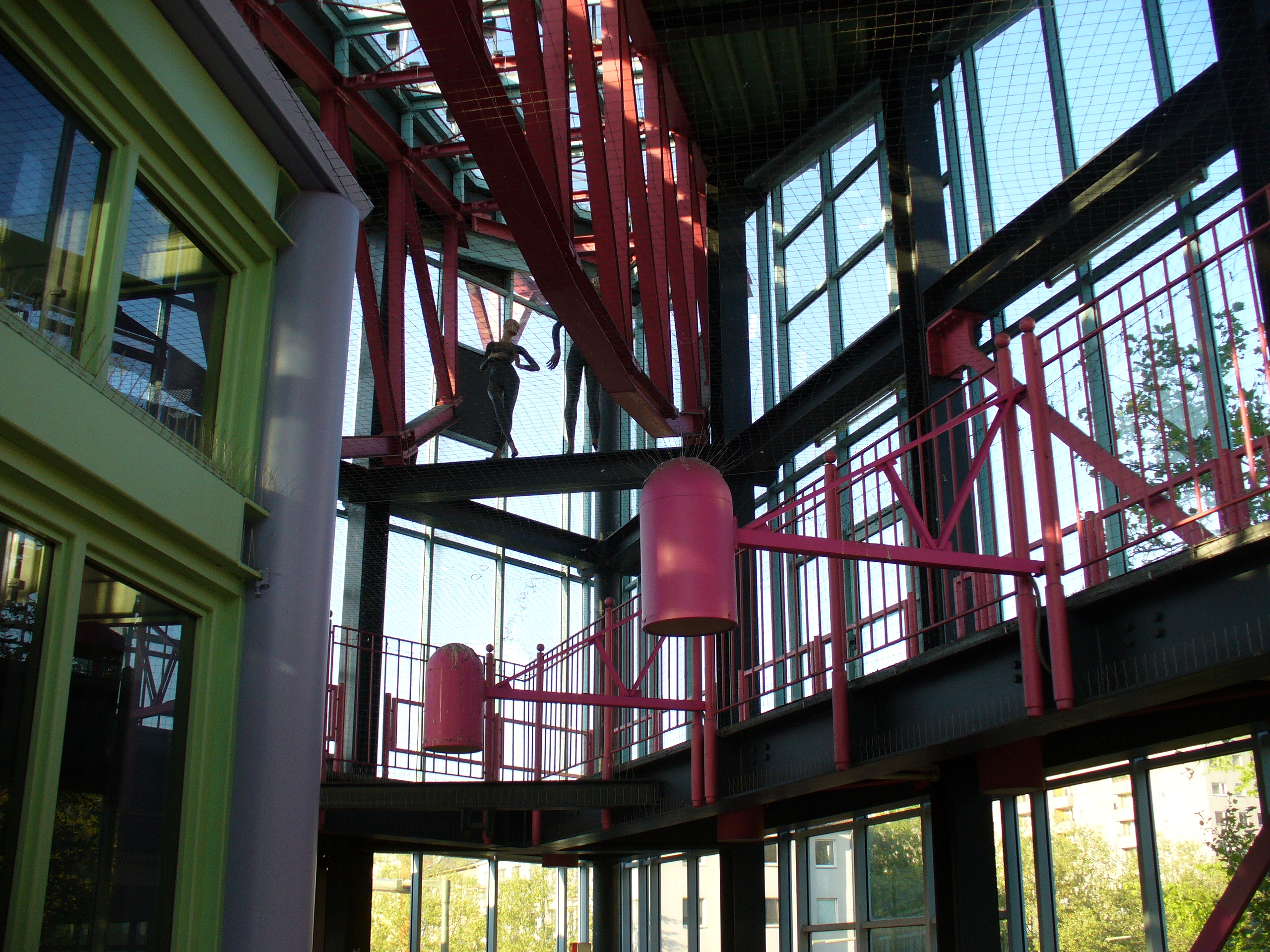
Les escaliers du côté sud
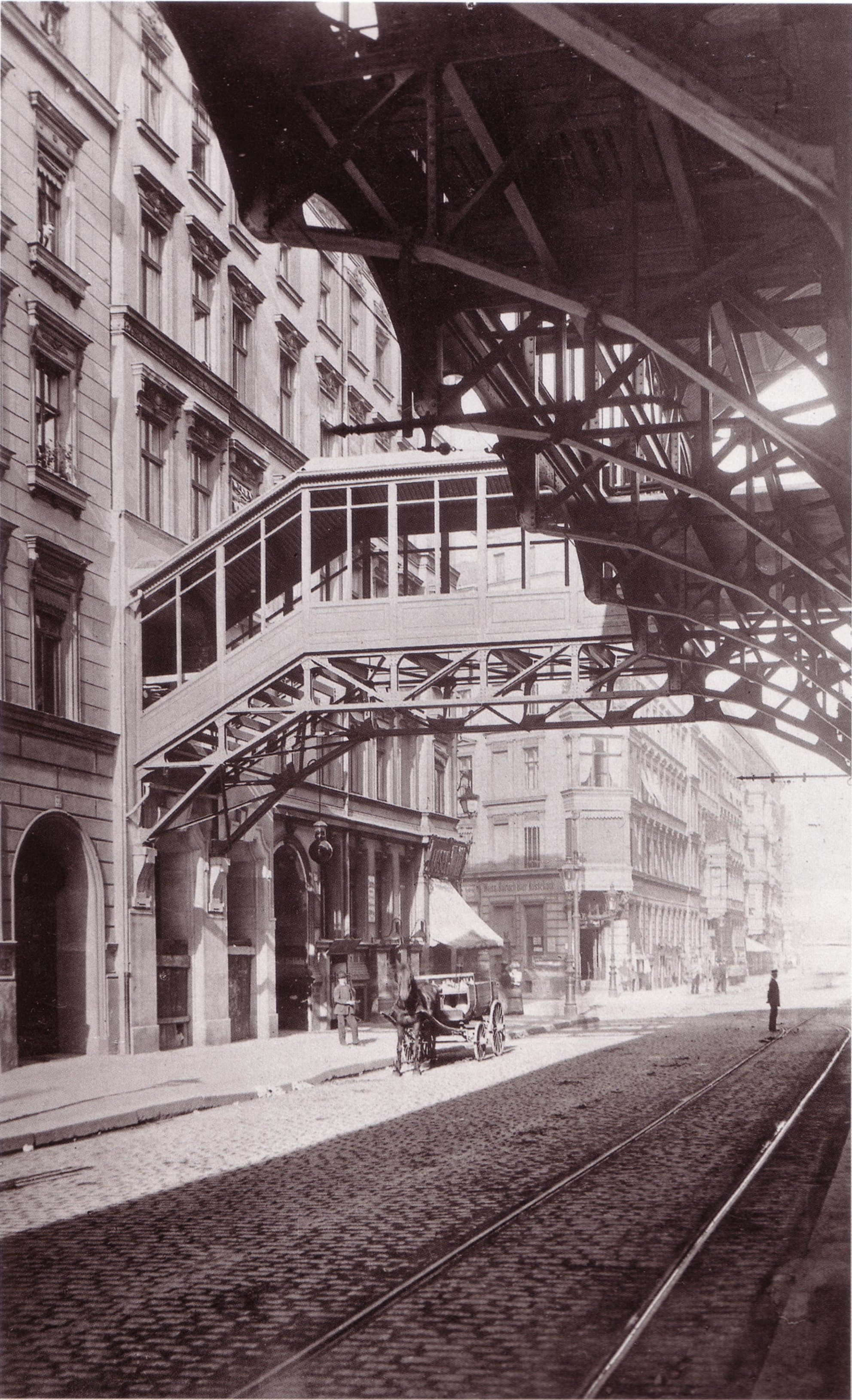
Passerelle de la station au bâtiment d'en face, en 1901
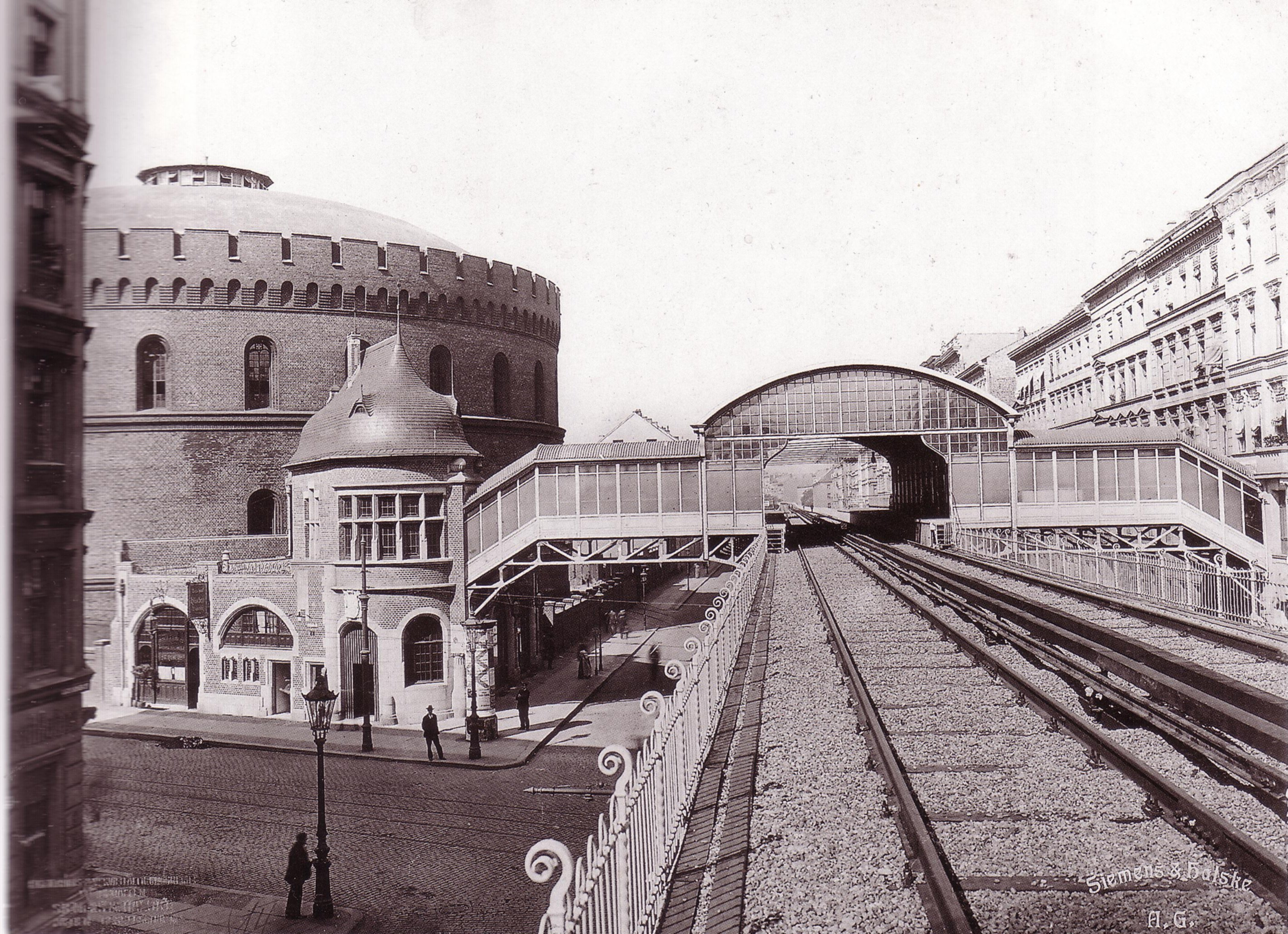
Vue de la station en 1902
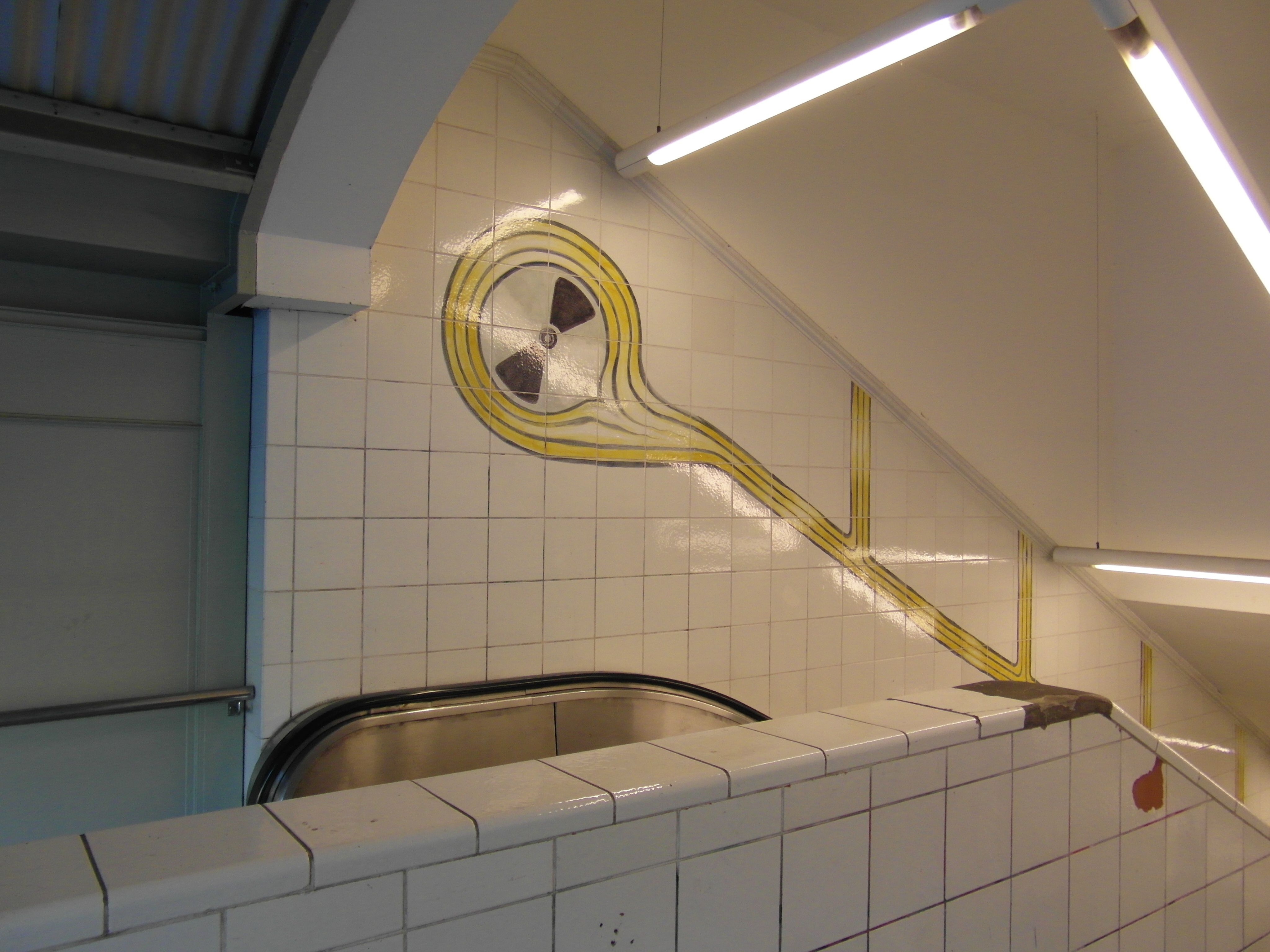
Motifs dans l'escalator
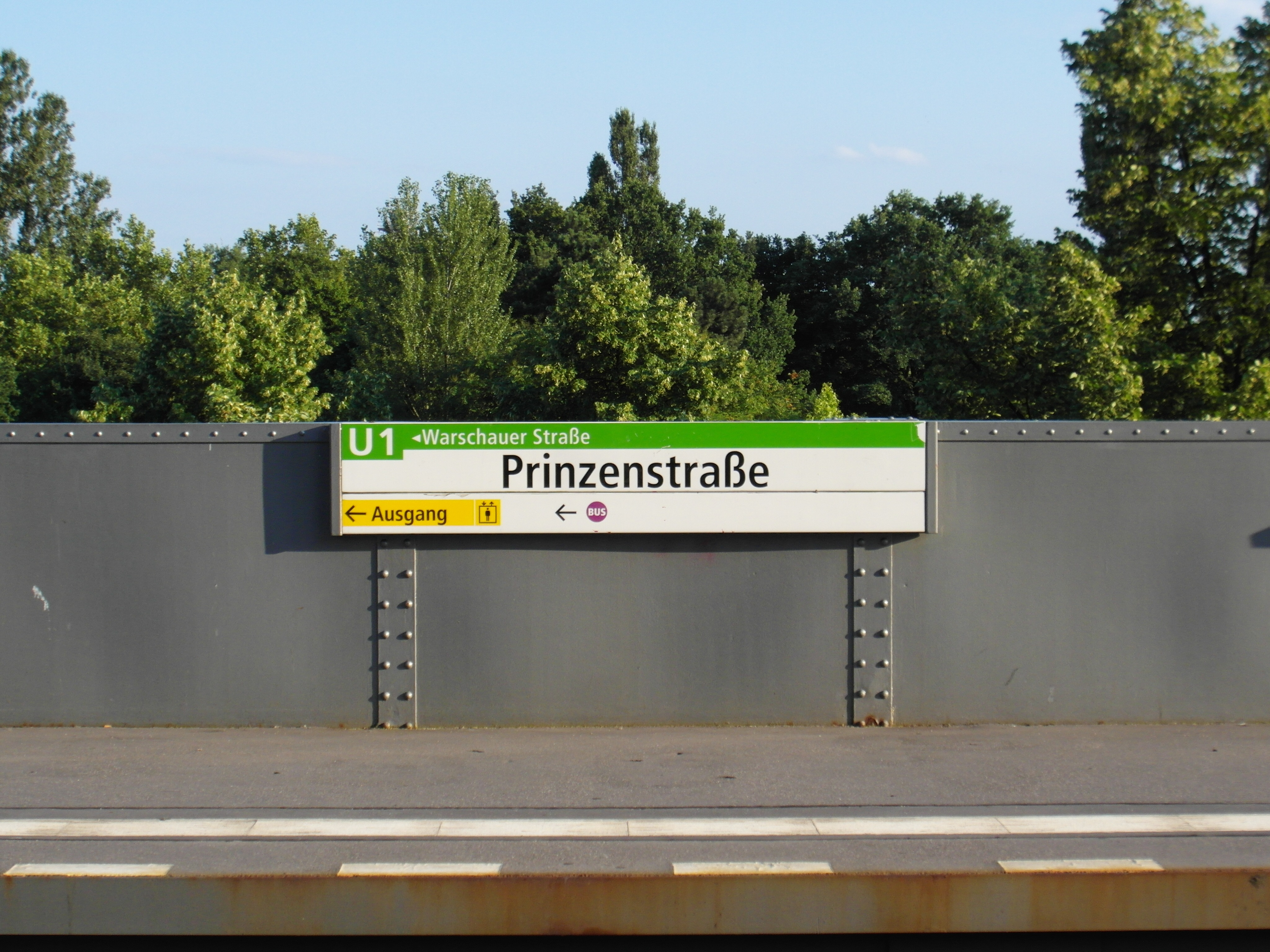
Panneau de la station